# Lautoka
Lautoka je drugi najveći grad na Fidžiju te drugi najveći u južnom Pacifiku. Nalazi se na zapadu otoka Viti Levu, 24 km sjeverno od Nadi. Nakon glavnog grada Suve, Lautoka je druga najvažnija luka na Fidžiju. Budući da se grad nalazi u srcu brzorastuće regije na području šećerne trske, Lautoka je poznata i kao Šećerni grad. Lautoka zauzima površinu od 16 kvadratnih kilometara te prema podacima iz 2007. ima 52.220 stanovnika.

## Povijest
Grad je dobio ime koje je derivat dvije fidžijske riječi koje znače "pogodak kopljem". Prema usmenoj predaji, ime je nastalo nakon dvoboja dvojice lokalnih moćnika. Kada je jedan zabio koplje svom protivniku, viknuo je "Lau-toka!".
Europljani su Lautoku otkrili 7. svibnja 1789. Tada je pomorski kapetan William Bligh uočio i grubo ucrtao obalu Lautoke nakon čega je započelo njegovo epsko putovanje u Timor a kasnije je na brodu izbila pobuna poznata kao "pobuna na brodu Bounty" kada je par mornara odanih kapetanu Blighu izbačeno s broda te su ostavljeni da plutaju u spasilačkom čamcu.

## Politika
Lautoka je registrirana kao mjesto 1929. godine dok je 25. veljače 1977. proglašena gradom. Lautokom upravlja 16 člano gradsko vijeće čiji članovi između sebe biraju gradonačelnika. Grad trenutno nema gradonačelnika ali ga je Vlada Fidžija imenovala kao i u svim urbanim centrima nakon vojnog udara 2006. godine. Lautoka je industrijsko središte i jedini grad u fidžijskoj Zapadnoj diviziji gdje preko 50% ljudi čini domaće stanovništvo.

## Ekonomske aktivnosti
Lautoka je poznata kao Šećerni grad jer se na njenom području uzgaja šećerna trska. Najveća gradska tvrtka koja se bavi tom kulturom je Lautoka Sugar Mill. U vrijeme britanske kolonijalne vladavine na otoku, tvornicu su izgradili radnici iz Indije i Solomonskih Otoka između 1899. i 1903. Danas tvrtka zapošljava 1.300 ljudi. Od ostalih gospodarskih grana koje postoje u gradu tu su pivovara, destilerija, proizvodnja odjeće, čelićana, graditeljstvo, proizvodnja boja, nakita i ribolov.

## Demografija
Od 1970. godine stanovništvo Lautoke rapidno raste te je u posljednjih dvadeset godina drastično promijenjena struktura. Početkom 1970-ih grad je prema procjenama imao oko 12.000 stanovnika, a većina stanovnika je bila indijskog podrijetla. Rast grada je bio i očekivan s obzirom na razvoj proizvodnje šećera. 1986. Lautoka je imala 39.000 a 1996. gotovo 43.000 stanovnika. Međutim, tada nije bilo jasno kako su točno definirane granice urbanog područja prilikom tog popisa. 2005. godine populacija je uključivala i predgrađa, pa je Lautoka imala oko 50.000 stanovnika te se prostirala na 16 km². Ako se ukljuće i ruralna područja Lautoke, grad ima oko 80.000 stanovnika. Također, povećava se rast autohtonog stanovništva Fidžija koje se seli na urbano područje.

## Zanimljivosti
U Lautoki je sjedište i studio radija Mix FM Fiji koji je jedina engleska radio stanica izvan prijestolnice Suve.
Lautoka je rodno mjesto PGA Tour golfera Vijayja Singha koji je uvršten u golfersku Kuću slavnih.

## Vanjske poveznice
- Lautoka (en.Wiki)